# NGC 6223
NGC 6223 је елиптична галаксија у сазвежђу Змај која се налази на NGC листи објеката дубоког неба.
Деклинација објекта је + 61° 34' 43" а ректасцензија 16h 43m 4,2s. Привидна величина (магнитуда) објекта NGC 6223 износи 11,7 а фотографска магнитуда 12,7. NGC 6223 је још познат и под ознакама UGC 10527, MCG 10-24-40, CGCG 299-21, 7ZW 657, PGC 58828.